# امپراتور ایتوکو
امپراتور ایتوکو (به ژاپنی: 懿徳天皇؛ ایتوکو تِننو) همچنین به عنوان اوهو یاماتوهیکو سوکیتومو نو میکوتو نیز، شناخته می‌شود، چهارمین امپراتور ژاپن بود، که با توجه به نظم سنتی جانشینی به این منصب رسید.
هیچ‌گونه تاریخ مشخصی نمی‌تواند به زندگی این امپراتور اختصاص داده شود، اما قاعدتاً وی در حدفاصل سال‌های ۴۷۶ تا ۵۱۰ قبل از میلاد، فرمانروای ژاپن در نظر گرفته می‌شود.